# Pierre-Victor Dautel
Pierre-Victor Dautel (* 1873 in Valenciennes; † 1951 in Ancenis) war ein französischer Graveur und Medailleur.
Dautel besuchte die École nationale supérieure des beaux-arts de Paris, wo er Schüler von Adolphe François Maugendre und Louis-Ernest Barrias war. 1902 gewann er den Grand Prix de Rome und bis 1905 war er Gast der Villa Medici in Rom.
Er wurde Mitglied des Salon des Artistes Français und wurde 1929 als Ritter der Ehrenlegion ausgezeichnet. Dautel war als Medailleur und Schöpfer zahlreicher Plaketten bekannt. Er entwarf aber auch eine Briefmarke zu Pierre de Ronsards 400. Geburtstag 1924. Dautels Sohn war der Komponist und Dirigent Jean-Pierre Dautel.